# Narumi Miura
Narumi Miura (三浦 成美, Miura Narumi, Kawasaki, 3 juli 1997) is een Japans voetbalster die als middenvelder speelt bij Nippon TV Beleza.

## Carrière

### Clubcarrière
Miura begon haar carrière in 201 bij Nippon TV Beleza. Met deze club werd zij in 2016, 2017 en 2018 kampioen van Japan.

### Interlandcarrière
Miura nam met het Japans nationale elftal O20 deel aan het WK onder 20 in 2016. Japan behaalde brons op het wereldkampioenschap.
Miura maakte op 10 juni 2018 haar debuut in het Japans vrouwenvoetbalelftal tijdens een vriendschappelijke wedstrijd tegen Nieuw-Zeeland. Ze heeft acht interlands voor het Japanse elftal gespeeld.

## Statistieken
| Japans vrouwenvoetbalelftal | Japans vrouwenvoetbalelftal | Japans vrouwenvoetbalelftal |
| Jaar                        | Wed.                        | Dlp.                        |
| --------------------------- | --------------------------- | --------------------------- |
| 2018                        | 5                           | 0                           |
| 2019                        | 12                          | 0                           |
| Totaal                      | 17                          | 0                           |